# 正德之治
正德之治是主要集中在江户幕府正德年间进行的政治改革。
正德年间的幕府将军为6代将军德川家宣以及7代将军德川家继，而将军身边的主要侍讲（政治顾问）为新井白石及側用人间部诠房。负责改革的新井白石以自己的儒学思想为基础，大力推行“文治”。文德之治中的相当一部分政策此后被进一步完善，并在下一代将军德川吉宗所进行的享保改革中得到延续。